# David Jenkins (Leichtathlet)

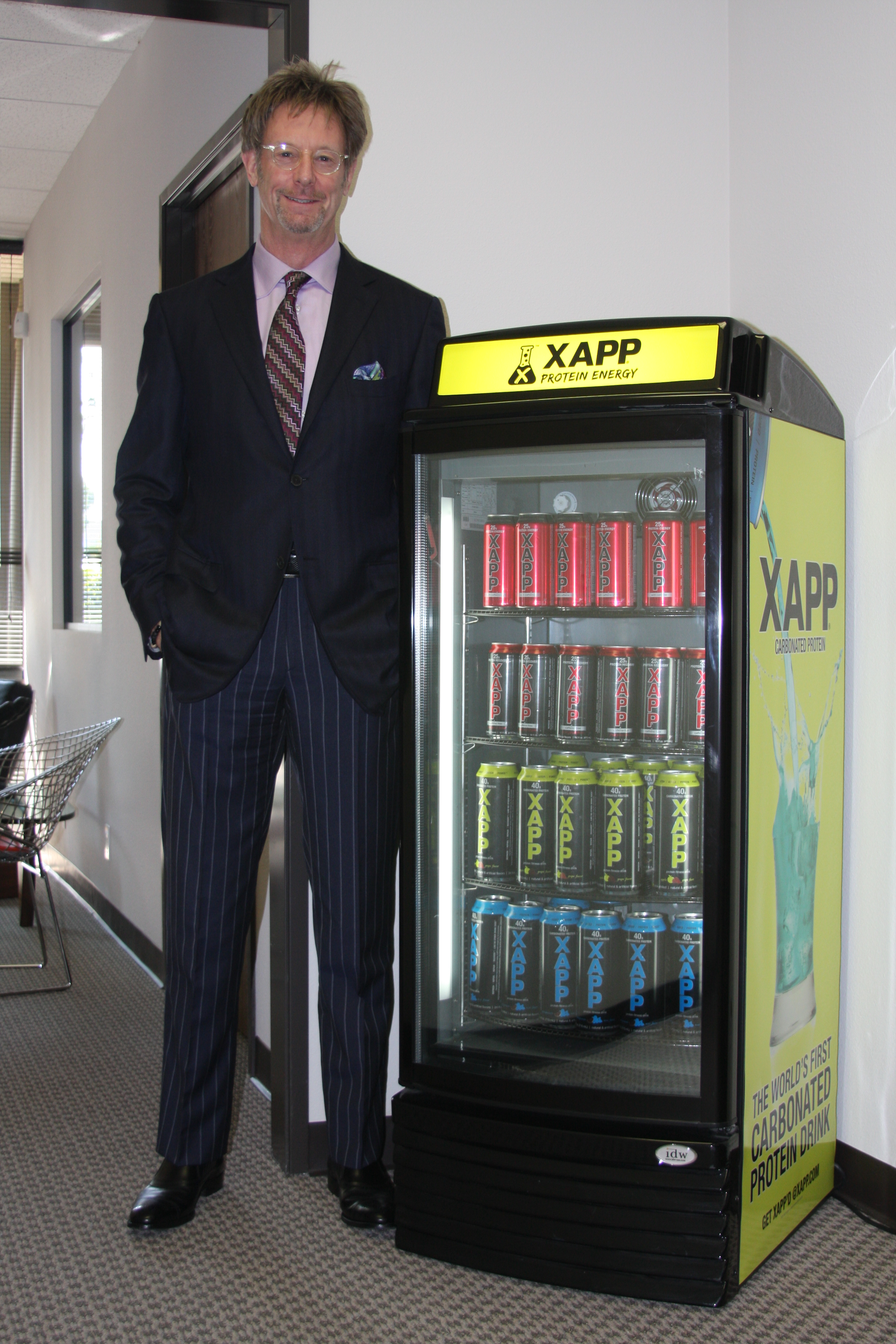
David Jenkins

David Jenkins (David Andrew Jenkins; * 25. Mai 1952 in Pointe-à-Pierre, Trinidad und Tobago) ist ein ehemaliger britischer Sprinter, der vorwiegend im 400-Meter-Lauf antrat. Jenkins wurde später wegen Drogendelikten verurteilt.

## Sportliche Karriere
Jenkins besuchte die Edinburgh Academy. 1971 siegte er mit nur 19 Jahren bei den Europameisterschaften in Helsinki über 400 Meter und wurde Fünfter in der 4-mal-400-Meter-Staffel. Bei den Olympischen Spielen 1972 in München gewann er gemeinsam mit Martin Reynolds, Alan Pascoe und David Hemery die Silbermedaille in der 4-mal-400-Meter-Staffel und erreichte über 400 Meter das Halbfinale.
Bei der Universiade 1973 errang er Bronze über 400 Meter. 1974 wurde er bei den British Commonwealth Games in Christchurch für Schottland startend Siebter über 200 Meter, Vierter über 400 Meter und Fünfter in der 4-mal-100-Meter-Staffel. Bei den Europameisterschaften in Rom holte er über 400 Meter Silber hinter Karl Honz und siegte in der 4-mal-400-Meter-Staffel gemeinsam mit Glen Cohen, Bill Hartley und Alan Pascoe vor der Stafette aus der Bundesrepublik Deutschland.
Bei den Olympischen Spielen 1976 in Montreal wurde er Siebter über 400 Meter und scheiterte im Vorlauf der 4-mal-400-Meter-Staffel.
Im Jahr darauf wurde er beim Leichtathletik-Weltcup 1977 in Düsseldorf Zweiter mit der europäischen 4-mal-400-Meter-Stafette.
1978 siegte er bei den Commonwealth Games in Edmonton mit der schottischen 4-mal-100-Meter-Stafette und wurde Sechster mit der schottischen 4-mal-400-Meter-Stafette. Über 400 Meter schied er im Halbfinale aus. Bei den Europameisterschaften in Prag erreichte er über 200 Meter das Halbfinale und kam mit der britischen 4-mal-400-Meter-Stafette nicht über die erste Runde hinaus.
Bei den Olympischen Spielen 1980 in Moskau wurde er über 400 Meter erneut Siebter.
Bei den Europameisterschaften 1982 in Athen gewann er mit der britischen 4-mal-400-Meter-Stafette Silber und schied über 400 m im Halbfinale aus.
Über 400 m wurde er von 1971 bis 1976 sechsmal in Folge Englischer Meister, 1975 US-Meister und 1980 Britischer Meister. Dreimal wurde er Schottischer Meister über 200 Meter (1970, 1971, 1973), zweimal über 400 Meter (1971, 1973) und einmal über 100 Meter (1972).
Jenkins gab später zu, während seiner Laufkarriere leistungssteigernde Substanzen eingenommen zu haben.

## Handel mit Dopingmitteln
In den 1980er Jahren gründete Jenkins gemeinsam mit Juan Javier Macklis in Mexiko eine Firma für die Produktion anaboler Steroide, die für den US-Markt bestimmt waren. Er wurde daraufhin von der Polizei festgenommen, im Dezember 1988 von einem US-Gericht des Drogenschmuggels im Wert von ca. 100 Millionen US-Dollar schuldig gesprochen und zu sieben Jahren Gefängnis verurteilt. Nach Verbüßen von neun Monaten seiner Strafe im Mojave Desert Jail kam er frei. 1993 gründete er mit Dan Duchaine, einem bekannten Guru in der Steroid-Szene, eine Firma für die Produktion von Nahrungsergänzungsmitteln. Nach dem Tod von Duchaine führte Jenkins die Firma Next Nutrition alleine weiter.

## Persönliche Bestzeiten
- 100 m: 10,36 s, 24. Juni 1972, Edinburgh (handgestoppt: 10,1 s, 20. Mai 1972, Edinburgh)
- 200 m: 20,66 s, 27. August 1973, London (handgestoppt: 20,3 s, 19. August 1972, Edinburgh)
- 400 m: 44,93 s, 21. Juni 1975, Eugene